# 54-я гвардейская дивизионная артиллерийская бригада
54-я гвардейская дивизионная артиллерийская бригада  - воинское соединение Вооружённых сил СССР в Великой Отечественной войне.

## История
Бригада сформирована в январе-феврале 1945 года путём объединения трёх артиллерийских полков.
- О боевом пути бригады смотри статью 99-я гвардейская стрелковая дивизия
- О боевом пути бригады смотри статью 37-й гвардейский стрелковый корпус

## Полное наименование
- 54-я гвардейская дивизионная артиллерийская бригада

## Состав бригады
- 74-й гвардейский пушечный артиллерийский полк
- 79-й гвардейский гаубичный артиллерийский полк
- 172-й гвардейский миномётный полк

## Подчинение
| Дата            | Фронт (округ)        | Армия                 | Корпус                             | Дивизия                             | Примечания |
| --------------- | -------------------- | --------------------- | ---------------------------------- | ----------------------------------- | ---------- |
| 01.03.1945 года | 2-й Украинский фронт | 9-я гвардейская армия | 37-й гвардейский стрелковый корпус | 99-я гвардейская стрелковая дивизия | -          |
| 01.04.1945 года | 3-й Украинский фронт | 9-я гвардейская армия | 37-й гвардейский стрелковый корпус | 99-я гвардейская стрелковая дивизия | -          |
| 01.05.1945 года | 3-й Украинский фронт | 9-я гвардейская армия | 37-й гвардейский стрелковый корпус | 99-я гвардейская стрелковая дивизия | -          |

## Командиры
- Артёменко, Юрий Ильич, гвардии полковник, февраль 1945 - после сентября 1945